# Antonio Tarín García
Antonio Enrique Tarín García (Hidalgo del Parral, Chihuahua, 15 de julio de 1985 - Chihuaha, 7 de abril de 2023) fue un político mexicano, miembro del Partido Revolucionario Institucional. Ocupó diversos cargos en el gobierno del estado de Chihuahua y fue diputado federal suplente por el Distrito 9 de Chihuahua en el periodo 2015 a 2018 sin que llegara a tomar posesión del cargo. El 7 de mayo de 2017 se le detuvo por el delito de peculado agravado, para posteriormente ser vinculado a proceso y años después puesto en libertad para continuar sus procesos fuera de la cárcel.

## Estudios y carrera política
Antonio Tarín García fue licenciado en Relaciones Internacionales egresado del Instituto Tecnológico y de Estudios Superiores de Monterrey, Campus Chihuahua, y tenía una maestría en Gestión Gubernamental por la misma institución.
Al iniciar su periodo como gobernador de Chihuahua César Duarte Jáquez en 2010, éste lo nombró como director de Administración y Finanzas del Instituto Chihuahua de Salud, y el 30 de octubre de 2013 pasó a ocupar el cargo de presidente del Comité de Adquisiciones y Servicios de la Secretaría de Hacienda del estado.
En 2015 solicitó licencia al último cargo al ser postulado candidato del PRI a diputado federal suplente por el Distrito 9 y siendo el candidato a diputado propietario Carlos Hermosillo Arteaga, resultaron elegidos para el LXIII Legislatura que concluiría en 2018. Al término de la campañana electoral Tarín regresó a su puesto hasta el final del gobierno de César Duarte.

### Acusaciones de corrupción y suplencia
Al asumir el gobierno de Chihuahua Javier Corral Jurado en 2016 se empieza a señalar a Antonio Tarín García como presunto implicado en las acusaciones de corrupción y mal manejo de recursos públicos en contra del gobierno de César Duarte Jáquez, en particular de desviar fondos a empresas fantasma creadas por él mismo, como una denominada FRITAG.
El 20 de marzo de 2017, tras sufrir graves heridas en un accidente automovilístico, murió el diputado Carlos Hermosillo Arteaga; correspondiendole entonces a Antonio Tarín asumir la diputación federal que quedaba vacante. El 28 de marzo del mismo año intentó tomar protesta de ley como diputado propietario ante la Cámara de Diputados; este hecho, le daría de forma inmediata la protección del fuero parlamentario que en su caso impediría que se ejerciera cualquier orden de aprehensión girada en su contra. Esto llevó a un enfrentamiento entre las fracciones parlamentarias del PRI y sus opositores del PAN, PRD y MORENA; al señalar que se buscaba proteger a Tarín de la orden de aprehensión girada en su contra el mismo día por la fiscalía de Chihuahua. Tras permanecer a la espera de las negociaciones referidas, finalmente el mismo día el PRI anunció que se posponía su toma de protesta hasta la aclaración de su situación legal.
En consecuencia y para evitar ser arrestado por los agentes policiales que lo esperaban en el exterior del recinto legislativo permaneció resguardado en el mismo durante todo la noche hasta recibir un amparo que suspendió la orden de aprehensión en su contra, tras lo cual abandonó finalmente el Palacio Legislativo de San Lázaro. Tras estos hechos, Antonio Tarín manifestó ser inocente de las acusaciones y sufrir persecución política por parte del gobierno de Chihuahua.

### Detención y vinculación a proceso
El 7 de mayo de 2017 se le detuvo en un departamento rentado de la Ciudad de México, por el delito de peculado agravado, diferente al de peculado por el que había sido requerido en marzo del mismo año, y para el cual logró conseguir un amparo de un juez federal. Por lo que fue trasladado a Chihuahua, para posteriormente el 6 de junio ser vinculado a proceso. Fue sentenciado a 6 años de prisión por el delito de peculado. El 20 de diciembre de 2021, un juez decidió cambiar las medidas cautelares contra Tarín, otorgándole entonces la medida de prisión domiciliaria y el uso de un brazalete localizador.

### Muerte
El 7 de abril de 2023, se suicidó al arrojarse desde un puente vehicular en la ciudad de Chihuahua.